# 恩格尔定律

據恩格爾定律，雖然食品支出上升，其佔總支出的比率會下降。

恩格尔定律（英語：Engel's law）由19世纪德国统计学家恩格尔根据统计资料總結，是消费结构变化的规律：

一个家庭收入越少，家庭收入中（或总支出中）用来购买食物的支出所佔的比例就越大。反之，随着家庭收入增加，家庭收入中（或总支出中）用来购买食物的支出比例则会下降。推而广之，一个国家越穷，每个国民的平均收入中（或平均支出中）用于购买食物的支出所占比例就越大，而随着国家變得富裕，这个比例呈下降趋势。

恩格尔定律是根据经验数据提出的，它是在假定其他一切变量都是常数的前提下才适用的，因此在考察食物支出在收入中所占比例的变动问题时，还应当考虑城市化程度、食品加工、饮食业和食物本身结构变化等因素都会影响家庭的食物支出增加。只有达到相当高的平均食物消费水平时，收入的进一步增加才不对食物支出发生重要的影响。

## 數學表述
考慮以下兩個比率（作為導數的近似）：
R1＝食物支出变动百分比/总支出变动百分比
和
R2＝食物支出变动百分比/收入变动百分比，
其中R2又称为食物支出的收入弹性。恩格爾定律斷言，食品是正常財，所以該兩個比率皆為正（僅低档商品該兩個比率會為負），但是，其值不大於1，即必需品。若以函數圖像理解，以食物支出為縱軸，收入為橫軸，則繪出的恩格爾曲線（Engel curve），其斜率為正但下降，即是凹函數。

## 恩格爾系数
恩格尔系数（Engel coefficient）是在恩格尔定律出現的比率。恩格爾認為是「表示人口物質生活水準高低的最佳指标」（"the best measure of the material standard of living of a population"）。:1其计算公式為：
恩格尔系数＝食物支出金额/总支出金额
除食物支出外，衣着、住房、日用必需品等的支出，也同样在不斷增長的家庭收入或总支出中，所占比重上升一段时期后，呈递减趋势。

## 链接
- 恩格尔定律与恩格尔系数 - 国家统计局 （页面存档备份，存于）
- 恩格尔系数——达到小康水平的标尺-《每天学点经济学》 （页面存档备份，存于）
- 恩格尔系数_中国经济网 （页面存档备份，存于）

## 延伸閱讀
- 姜国刚：恩格尔系数失灵的若干影响因素分析[永久]